# Clodoveu III
Clodoveu III fou rei dels Francs d'Austràsia del 675 al 676.
Nascut vers el 670, es pretén que era fill del rei Clotari III, però de fet fou un impostor produït per Ebroí. El 675, en resposta a l'assassinat del rei Khilderic II, els neustris i els burgundis van proclamar rei a Teodoric III. Els austrasians i l'antic majordom del palau Ebroí, apartats del poder, proclamaren rei d'Austràsia al jove Clodoveu, un nen de cinc anys. Veient que tenia poc suport, Ebroí va renunciar a sostenir a Clodoveu a canvi del títol de majordom de palau de Nèustria. Clodoveu III fou llavors deposat i segurament enviat a un monestir on hauria mort en data desconeguda.